# Lampropeltis micropholis
Lampropeltis micropholis is een niet-giftige slang uit de familie toornslangachtigen en de onderfamilie Colubrinae.

## Naam en indeling
De wetenschappelijke naam van de soort werd voor het eerst voorgesteld door Edward Drinker Cope in 1860. De slang werd enige tijd toegewezen aan het geslacht Coronella.

## Verspreiding en habitat
De slang komt van nature voor delen van Midden-Amerika en leeft in de landen Costa Rica, Panama, Colombia en Ecuador en mogelijk ook in Venezuela.
De habitat bestaat uit droge als vochtige tropische en subtropische bossen, zowel in laaglanden als in bergstreken. De soort is aangetroffen van zeeniveau tot op een hoogte van ongeveer 2150 meter boven zeeniveau.

## Beschermingsstatus
Door de internationale natuurbeschermingsorganisatie IUCN is de beschermingsstatus 'veilig' toegewezen (Least Concern of LC).